# صمام عزم مغزلي
صمام العزم المغزلي (بالإنجليزية: Spin valve)‏ في الفيزياء و الهندسة الكهربائية هو أداة مكونة من مادتين مغناطيسيتين أو أكثر موصلة للكهرباء تتغير مقاومتها الكهربائية معتمدة على اتجاه الطبقات المغناطيسية لاستغلال التأثير المسمى تأثير مقاومة مغناطيسية كبرى. ويتخذ اتجاه الطبقات المغناطيسية للجهاز الاتجاه العلوي أو السفلي بالاعتماد على المجال المغناطيسي الخارجي .
وتتكون الطبقات في الصمام من مادتين لهما مقاومة مغناطيسية قسرية يمكن رؤيتها في منحنى الاستبقائيّة للطبقات. ونظراً لاختلاف المقاومة القسرية فإن أحد الطبقات وهي «طبقة مطاوعة» تغيّر قطبيّتها في وجود مجال مغناطيسي ضعيف، بينما تغير «الطبقة الصامدة» قطبيتها في وجود مجال مغناطيسي عالي. فعند تخلل مجال مغناطيسي في الطبقتين فيمكن حدوث حالتين: حالة تكون فيها المغناطيسية في الطبقتين متوازية، وحالة تكون فيها المغناطيسية في الطبقتين متعاكستين. ويبين الشكل الطبقة العليا المطاوعة والطبقة السفلى الصامدة.

## طريقة عمله
عند استقطاب إحدى الطبقتين توجه الإلكترونات المنفردة عزمها المغزلي المغناطيسي بحيث يكون موازيا للمجال المغناطيسي الخارجي . وفي وجود جهد كهربي عبر الصمام فتحتفظ مغناطيسية العزم المغزلي للإلكترونات المتحركة اتجاهها . وعند تحرك الإلكترونات بين الطبقتين وقابلت منطقة يكون فيها العزم المغزلي للإلكترونات فيها معكوسا فإنها تحاول أن تقلب عزمها المغناطيسي لاتخاذ مستوى طاقة منخفض في المادة الجديدة . ويكون هذا الانقلاب في اتجاه العزم المغزلي لها مصحوبا بطاقة إضافية مما يرفع من مقاومة الصمام إلى مقاومة أعلى عن حالة أن تكون المادة المغناطيسية مستقطبة في نفس الاتجاه .

## استخداماته

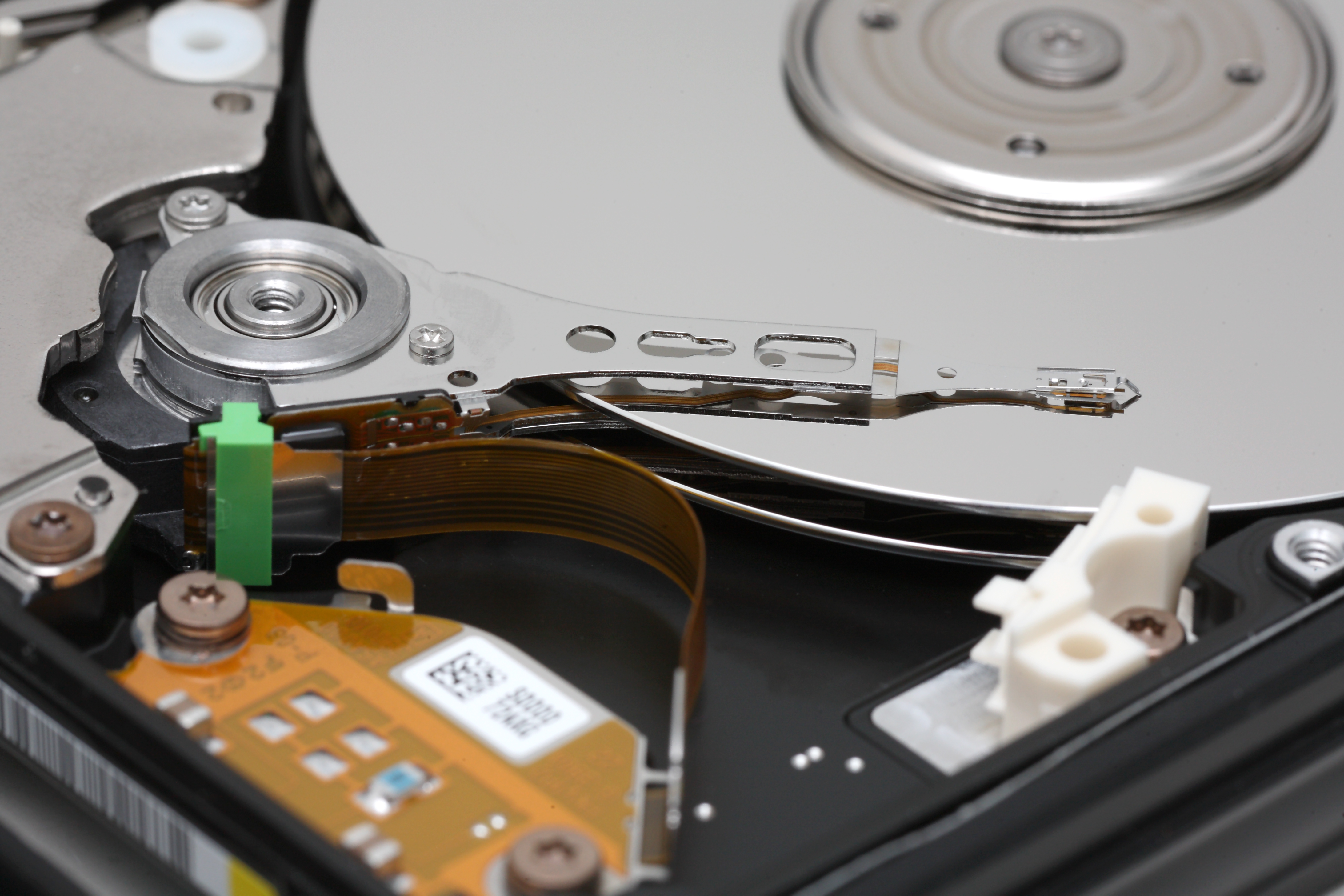
جهاز القرص الصلب من الداخل وتُرى رأس القراءة فوقه.

يستخدم صمام العزم المغزلي في الحساسات المغناطيسية ورؤوس قراءة الأقراص الصلبة. كما تستخدم في ذاكرة وصول عشوائي المغناطيسية MRAM.

## اقرأ أيضًا
- قرص صلب
- مقاومة مغناطيسية نفقية
- تأثير مقاومة مغناطيسية كبرى
- سيرفو درايف
- السيرفو

## وصلات خارجية
- 15 سنة من تاريخ القرص الصلب: الإتّساع سبق الأداء في موقع Tom's Hardware.